# Shellharbour
A cidade de Shellharbour é uma área de governo local na região do Illawarra, em Nova Gales do Sul, na Austrália. A cidade está localizada a cerca de 100 quilômetros ao sul de Sydney e abrange os subúrbios do sul da área urbana de Wollongong, centralizada em Shellharbour, e tinha uma população estimada de 72.240 na estimativa de 2018.